# Paula Wiesinger
Paula Wiesinger (Bolzano, 27 febbraio 1907 – Castelrotto, 11 giugno 2001) è stata una sciatrice alpina italiana.
Attiva negli anni trenta, fu la prima campionessa dello sci alpino italiano, conquistando fra l'altro la medaglia d'oro nella discesa libera ai Mondiali di Cortina d'Ampezzo 1932. Dominò i Campionati italiani dalla loro prima edizione nel 1931 al suo ritiro, nel 1936, vincendo quindici titoli sui diciotto messi in palio nelle tre specialità previste all'epoca (discesa libera, slalom speciale e combinata).

## Biografia
Ottenne i primi successi della sua carriera nel 1931, quando nella prima edizione dei Campionati italiani si aggiudicò tutti e tre i titoli in palio (discesa libera, slalom speciale e combinata). L'anno dopo, oltre a bissare i titoli nazionali in discesa libera e combinata, partecipò ai Mondiali di Cortina d'Ampezzo, dove vinse la medaglia d'oro nella discesa libera (prima medaglia iridata dello sci alpino italiano) e si classificò 6ª nella combinata.
Ai Mondiali di Innsbruck 1933 fu 4ª nella discesa libera e a quelli di Sankt Moritz 1934 si piazzò 6ª nello slalom speciale. Due anni dopo prese parte ai IV Giochi olimpici invernali di Garmisch-Partenkirchen 1936 (i primi a prevedere gare di sci alpino), dove si classificò 16ª nella combinata, l'unica prova in programma. Chiuse la carriera in quello stesso anno, nuovamente vincendo i tre titoli ai Campionati italiani.
Si dedicò anche all'arrampicata con notevoli risultati. In particolare insieme a Hans Steger, negli anni '20 e '30 realizzò numerose ascensioni sulle Dolomiti.
Morì all'Alpe di Siusi il 12 giugno 2001.

## Palmarès

### Mondiali
- 1 medaglia:
  - 1 oro (discesa libera a 1932)

### Campionati italiani
- 17 medaglie[3]:
  - 15 ori (discesa libera, slalom speciale, combinata nel 1931; discesa libera, combinata nel 1932; slalom speciale, combinata nel 1933; discesa libera, slalom speciale, combinata nel 1934; discesa libera, combinata nel 1935; discesa libera, slalom speciale, combinata nel 1936)
  - 1 argento (discesa libera nel 1933)
  - 1 bronzo (slalom speciale nel 1935)